# Очабрук Алексій
о. Алексій Очабрук (31 березня 1855 — 25 грудня 1929) — український священник, богослов, дослідник історії церкви, почесний канонік.

## Життєпис
о. Алексій Очабрук народився 31 березня 1855 року в селі Зубків Сокальського повіту в сім'ї заможних селян Тимотея Очабрука та Анни Кішовар.
1881—1884 рр. — навчався у Львівській греко-католицькій духовній семінарії, яка на той час була спільною для двох єпархій: Львівської і Перемиської.
1884—1885 рр. — навчався в частково відновленій Перемиській греко-католицькій семінарії.
Дияконські свячення отримав 29 листопада 1885 р.
Ієрейські свячення отримав 6 грудня 1885 року з рук Перемиського єпископа Івана Ступницького.
Обіймав парохії в селах Ліщовате(1893 р.) і Волиця (тепер Польща) та Яблінка Вижня на Львівщині.
Від церковної влади отримав крилошанські відзнаки як нагороду за сумлінну працю і проповідницький талант. Мав титул почесного каноніка.
|  | Гортаючи «Шематизм греко-католицького духовенства Апостольської адміністратури Лемківщини» за 1936 рік, в статті про село Волиця (Wolica) Буківського деканату я натрапив на таке зауваження: «Буківско було колись руським селом та мало свою руську парохію і церков. о. Алексій Очабрук, б(увший) парох Волиці, у своїй «Літописи руської церкви в Буківску» за 1906р. пише, що єго сучасник Северин Жуковський, руський нотар в Буківску, показував єму місце, де колись стояла буковецька церков». В наведеній цитаті слово «руський» вжито в значенні «русин» (так тоді називали себе лемки), тобто «українець», а згаданий в цитаті о. Алексій Очабрук – батько моєї мами Олени, а мій дідусь. При кінці книжки-шематизму в списку використаної літератури є ще такий рядок: «Алексій Очабрук: Літопис рускої церкви в Буківску за 1906 р. (Непечат)» Примітка в дужках означає, що даний Літопис не був надрукований і зберігався в рукописному варіанті. Чи зберігся він донині і, якщо зберігся, то де знаходиться? - невідомо... |

Помер 25 грудня 1929 року в селі Яблінка Вижня, похований біля церкви Собору Пресвятої Богородиці.
|  | Біля стін церкви збереглася могила місцевого священика з написом: "Тут спочиває о. Алексій Очабрук парох місцевий +25.XII.1929 р.(?) В 74-м році життя. В.Й.П. |

## Дивись також
- Очабрук Омелян
- Куновський Володимир Маркилійович